# ヒュー・ハーマン

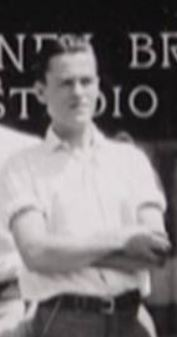
1923年

ヒュー・ハーマン(Hugh Harman、1903年8月31日 - 1982年11月25日)はアメリカ合衆国コロラド州出身のアニメーター。同国の映画会社メトロ・ゴールドウィン・メイヤー(MGM)社に作品を提供していたことで知られる。
ディズニー時代からルドルフ・アイジングとのコンビで知られ、MGM時代も「ハーマン＝アイジング」として共同制作を行うことが多かった。

## MGM作品一覧
- ウィーンの森の物語(TALE OF THE VIENNA WOODS 34.10.27)
- 子守はつらい(Bosko's Parlor Pranks 34.11.24)
- 貧乏なお伽の国(Hey, Hey Fever 35.1.9)
- なかよしひよこ(The Lost Chick 35.3.9)
- 真夜中の悪魔退治(The Good Little Monkeys 35.4.13)
- 淋しいスカンクの坊や(Poor Little Me 35.5.11)
- 黒ちゃん坊やと五匹の小羊(Run, Sheep, Run 35.12.14)
- 真夜中の音楽会(Bottles 36.1.11)
- カエルのお祭り(The Old Mill Pond 36.3.7)
- お化け屋敷はコリゴリ(The Old House 36.5.2)
- 小人の花作り(To Spring 36.6.20)
- とんだサーカス騒動(Circus Daze 37.1.16)
- みんなで歌おう(Swing Wedding 37.2.13)
- 黒ちゃん坊やの色つき卵(Bosko's Easter Eggs 37.3.17)
- 黒ちゃん坊やと海賊蛙(Little Ol' Bosko and the Pirates 37.5.1)
- 黒ちゃん坊やのお使い(Little ol' Bosko and the Cannibals 37.8.28)
- 魔法のジュータン(Little ol' Bosko in Bagdad 38.1.1)
- いたずら猿のタバコ騒動(Pipe Dreams 38.2.5)
- 真夜中の美術館(Art Gallery 39.5.13)
- 熊の朝ごはん(Goldilocks and the Three Bears 39.7.15)
- 頭の弱いカラス(The Bookworm 39.8.26)
- 美しく青きドナウ(THE BLUE DANUBE 39.10.28)
- 動物たちの国づくり(PEACE ON EARTH 39.12.9)
- 動物達の音楽会(THE MAD MAESTRO 39.12.30)
- バーニーの屋根直し(a Rainy Day with the Bear Family 40.4.20)
- 七面鳥のハーモニカバンド(TOM TURKEY AND HIS HARMONICA HUMDINGERS 40.6.8)
- カラスの失敗(The Bookworm Turns 40.7.20)
- バーニーの小鳥騒動(PAPA GETS THE BIRD 40.9.7)
- 西部の勇者(TheLonesome Stranger 40.11.23)
- レスリングの始まり(ABDUL THE BULBUL AMEER 41.2.22)
- モグラの冒険(The Little Mole 41.4.5)
- 裏街ニャン公(The Alley Cat 41.7.5)
- 幸せなネズミ一家(The Field Mouse 41.12.27)
- 腹ペコ狼とウサギの坊や(The Hungry Wolf 42.2.21)

## 日本でのTV放映
- ニュージャパンフィルム配給の「まんが宇宙船」内で放送
- 日本では木曜スペシャル『おかしなおかしなトムとジェリー大行進』や『新トムとジェリー』などの間に挟まれて時折放送された。
- 現在はCSのカートゥーンネットワークのカートゥーンクラシックス内で幾度もリピートで放送されている。
- 同年代の洋画DVD特典映像として多数収録されている。